# 汉学音标
中国语言学家使用一些扩展的、标准的國際音標中未出现的音标符号。
 
这些符号经常可以在汉语语音学的入门教材和描述汉语“方言”的读物中遇到。
许多在汉语语言学领域做研究的西方语言学家们同样会使用这些符号， 
例如，罗金斯 (2022) 写到：“[考虑到]一般的读者可能在阅读此类出版物的过程中经常能遇到的一些情况，我在这里使用‘被遗忘的’国际音标（IPA）符号[ʅ]和[ɿ]”。

## 字母
这些单元音字母被那些想表示在共振峰空间中使用5个等间距元音的人所使用。
- ⟨ᴀ⟩ = 央 [ä]
- ⟨ᴇ⟩ = 中 [e̞]
- ⟨ꭥ⟩ = 中 [o̞]

这些字母，有时候会被错误地称作“舌尖元音”，
 
它们被高本汉最先引入，来自旋转的⟨ι⟩iota。
- ⟨ɿ⟩ = [ɨ]
- ⟨ʅ ⟩ = [ɨ˞]
- ⟨ʮ⟩ = [ʉ]
- ⟨ʯ ⟩ = [ʉ˞]

这些辅音字母是⟨ɕ⟩和⟨ʑ⟩的衍生字母，经常用来表示[ʃ]和[ʒ]而不是汉语语音学领域的龈腭音[ɕ]和[ʑ]。
- ⟨ȡ⟩ = [dʲ]
- ⟨ȴ⟩ = [ʎ] 或 [lʲ]
- ⟨ȵ⟩ = [ɲ] 或 [nʲ]
- ⟨ȶ⟩ = [tʲ]
- ⟨ɕ⟩ = [ɕ] 或 [ʃ]
- ⟨ʑ⟩ = [ʑ] 或 [ʒ]

## 音调附加符号
汉学家们习惯于使用上标音调数字而不是IPA中的符号，
尽管这些数字与世界上的其他地区所通常使用的值相冲突。
其所对应的1是低音调而5是高音调；
单个的数字经常被双写以避免同表示调值的数字序号相混淆，
尽管有时候单个数字被用于表示短元音而两个数字被用于表示长元音。
- ⟨¹⟩ 或 ⟨¹¹⟩ = [˩]
- ⟨²⟩ 或 ⟨²²⟩ = [˨]
- ⟨³⟩ 或 ⟨³³⟩ = [˧]
- ⟨⁴⟩ 或 ⟨⁴⁴⟩ = [˦]
- ⟨⁵⟩ 或 ⟨⁵⁵⟩ = [˥]